# Kupa na Sŭvet·skata armiya 1949
La Coppa dell'Esercito sovietico 1949 è stata la 4ª edizione di questo trofeo, e la 9ª in generale di una coppa nazionale bulgara di calcio,  iniziata il 3 aprile 1949 e terminata il 3 dicembre 1950. Il Levski Sofia ha vinto il trofeo per la quarta volta.

## Ottavi di finale
| Squadra 1            | Risultato   | Squadra 2         |
| -------------------- | ----------- | ----------------- |
| 3 aprile 1949        |             |                   |
| Tundzha Yambol       | 0 – 4       | CSKA Sofia        |
| Hebăr Pazardžik      | 1 – 4       | Levski Sofia      |
| Spartak Varna        | 0 – 1       | Spartak Sofia     |
| FK Černomorec Burgas | 2 – 1       | Lokomotiv Sofia   |
| Spartak Pleven       | 2 – 1       | Lokomotiv Plovdiv |
| Minjor Pernik        | 2 – 1       | Černo More Varna  |
| Marek Dupnica        | 0 – 0 (dts) | Slavia Sofia      |

### Replay
| Squadra 1    | Risultato | Squadra 2     |
| ------------ | --------- | ------------- |
| Slavia Sofia | 2 - 0     | Marek Dupnica |

## Quarti di finale
| Squadra 1      | Risultato   | Squadra 2            |
| -------------- | ----------- | -------------------- |
| 17 aprile 1949 |             |                      |
| Spartak Pleven | 3 – 1       | FK Černomorec Burgas |
| CSKA Sofia     | 1 – 1 (dts) | Spartak Sofia        |
| Levski Sofia   | 7 – 0       | Minjor Pernik        |
| Slavia Sofia   | 4 – 0       | Bdin                 |

### Replay
| Squadra 1     | Risultato | Squadra 2  |
| ------------- | --------- | ---------- |
| Spartak Sofia | 2 - 3     | CSKA Sofia |

## Semifinali
| Squadra 1      | Risultato | Squadra 2    |
| -------------- | --------- | ------------ |
| 1 maggio 1949  |           |              |
| Spartak Pleven | 4 – 6     | CSKA Sofia   |
| Levski Sofia   | 1 – 0     | Slavia Sofia |

## Finale
| Arbitro: | Todor Stoyanov |

|              |           |             |
| Georgiev 81’ | Marcatori | 6’ Stefanov |

| Arbitro: | Stefan Danchev |

|                  |           |                          |
| Dimitrov 56’ 59’ | Marcatori | 36’ Bogdanov 51’ Milanov |

| Arbitro: | Stefan Danchev |

|                          |           |                    |
| Spasov 78’ Dimitrov 113’ | Marcatori | 2’ (rig.) Bozhilov |